# Guerras Púnicas
As Guerras Púnicas consistiram numa série de três conflitos que opuseram a República Romana e a República de Cartago, cidade-estado fenícia, no período entre 264 a.C. e 146 a.C. Depois de um século de lutas, ao fim das Guerras Púnicas, Cartago foi totalmente destruída e Roma passou a dominar o mar Mediterrâneo.
O adjetivo "Púnico" deriva do nome dado aos cartagineses pelos romanos (Punici) (de Poenici, ou seja, fenícia).
Localizada no norte da África, por volta do século III a.C. Cartago dominava o comércio do Mediterrâneo. Os ricos comerciantes cartagineses possuíam diversas colônias na Sardenha, Córsega e a oeste da Sicília (ilhas ricas na produção de cereal), no sul da Península Ibérica (onde exploravam minérios como a prata) e em toda costa setentrional da África.

## Causas
As Guerras Púnicas tiveram como causa a rivalidade entre Roma e Cartago, pela hegemonia econômica, política e militar na Sicília e depois em todo o Mediterrâneo ocidental, importante meio de transporte de mercadorias naquela época.
Quando Roma anexou os portos do sul da península Itálica, os interesses de Nápoles e Tarento (atual Taranto) (colônias gregas rivais de Cartago, na Magna Grécia) tornaram-se interesses romanos, a guerra passou a ser inevitável. Era quase certo que Roma, como líder dos gregos ocidentais, iria intervir na luta secular entre sicilianos e cartagineses.
As forças das duas potências eram bastante equilibradas, pois o poderio de ambas era sustentado por uma comunidade de cidadãos e um poderoso exército, fortalecido por aliados em caso de guerra.

## As hostilidades
A maior parte da Sicília era habitada por muitos cartagineses, em luta constante com as colônias gregas da Magna Grécia. Viviam em Messana (atual Messina) os mamertinos, mercenários itálicos que se apoderaram da cidade e causavam problemas a outras partes da ilha. Decidido a lidar com tais saqueadores, o reino de Siracusa ataca Messana, trazendo para a ilha os dois grandes impérios do mediterrâneoː de início, Roma lutou pelos mamertinos, e Cartago se aliou à Siracusa.
O general cartaginês Amílcar conquistou o sul da Península Ibérica. Dali, seu filho Aníbal, em 218 a.C., desencadeou a Segunda Guerra Púnica. Partindo da Península Ibérica, atravessou os Alpes e chegou à península Itálica. Venceu os romanos em várias batalhas, porém não marchou sobre Roma.
Isso possibilitou aos romanos a conquista da Península Ibérica, a destruição de sua base logística e o desembarque na África, levando a guerra ao solo cartaginês. Aníbal, obrigado a retornar a Cartago, foi derrotado por Cipião Africano, em 202 a.C., na batalha de Zama.
Severa foi a pena imposta a Cartago, que teve de pagar pesados impostos e também ficou proibida de fazer guerra a outros povos sem ordens do senado romano. Em Roma, o senador Catão iniciava intensa campanha contra Cartago. Todos os seus discursos terminavam com a frase: "Cartago precisa ser destruída" (delenda est Carthago).
Usado o pretexto que Cartago desobedecera a Roma, em 146 a.C., Cipião Emiliano, com suas forças, arrasou totalmente a cidade, queimando-a e colocando sal pelo solo, "para que ali nada mais crescesse".

## As três guerras
- A Primeira Guerra Púnica foi a princípio uma guerra naval que se desenrolou de 264 a.C. até 241 a.C. Iniciou-se com a intervenção romana em Messina, colônia de Cartago situada na Sicília. O conflito trouxe uma novidade para os romanos: o combate no mar. Com hábeis marinheiros, Cartago era a principal potência marítima do período. Os romanos só conquistaram a vitória após copiar os barcos dos fenícios, com a ajuda dos gregos, e com a inovação de pontes colocadas sobre os barcos inimigos, poderiam entrar em combate corpo a corpo, que era sua especialidade. Roma conquistou a Sicília, Córsega e a Sardenha.[3]
- A Segunda Guerra Púnica ficou famosa pela travessia dos Alpes, efetuada por Aníbal Barca, e desenrolou-se de 218 a.C. até 201 a.C. Desenvolveu-se quase toda em território romano. Liderados por Aníbal, os cartagineses conquistaram várias vitórias. O quadro só se reverteu com a decisão romana de atacar Cartago. Aníbal viu-se então obrigado a recuar para defender sua cidade e acabou derrotado na Batalha de Zama.[4] Roma assumiu o controle da Península Ibérica.[5]
- A Terceira Guerra Púnica, que se desenrolou de 149 a.C. a 146 a.C. Roma foi implacável com o inimigo. Sob a liderança de Cipião Emiliano Africano atacou e destruiu completamente a cidade de Cartago, escravizando os sobreviventes. A cidade foi incendiada e suas terras cobertas com sal para que nada mais produzissem. Com isso completou-se o ciclo de batalhas que deu grande parte do mar Mediterrâneo aos romanos.[6]

## Consequências das Guerras Púnicas
- Roma passou a dominar todo o comércio do Mediterrâneo Ocidental e a partir daí iniciou suas conquistas territoriais com as quais dominou todo o Mediterrâneo e grande parte da Europa.
- Com o crescimento do comércio, surgiu uma nova classe social denominada homens novos/cavalheiros/comerciantes (plebeus e patrícios então falidos).
- Aumento de escravos, o que gerou um grande desemprego.
- Concorrência dos produtos importados das novas províncias, fazendo entrar em crise a agricultura italiana (falência dos pequenos proprietários italianos) — os pequenos e médios proprietários foram obrigados a vender suas propriedades para os latifundiários e para o Estado (Ager publicus).